# Stanley Myers
Stanley Myers (Birmingham, 6 de outubro de 1930 — Londres, 9 de novembro de 1993) foi um compositor e regente inglês, que marcou mais de sessenta filmes e séries de televisão, trabalhando em estreita colaboração com os cineastas Nicolas Roeg, Jerzy Skolimowski e Volker Schlöndorff. Ele é mais conhecido por sua peça para violão "Cavatina", composta para o filme The Walking Stick de 1970 e mais tarde usada como tema para The Deer Hunter. Ele foi indicado ao prêmio BAFTA de Melhor Filme de Música por Wish You Were Here (1987), e foi um dos primeiros colaboradores e mentor de Hans Zimmer.

## Filmografia

### Filmes

#### 1960-1969
| Ano  | Título                         | Diretor            | Notas                         |
| ---- | ------------------------------ | ------------------ | ----------------------------- |
| 1966 | Kaleidoscope                   | Jack Smight        |                               |
| 1967 | Ulysses                        | Joseph Strick      |                               |
| 1967 | Separation                     | Jack Bond          |                               |
| 1968 | The Night of the Following Day | Hubert Cornfield   |                               |
| 1968 | No Way to Treat a Lady         | Jack Smight        | Composta com Andrew Belling   |
| 1968 | Otley                          | Dick Clement       |                               |
| 1969 | Man on Horseback               | Volker Schlöndorff | Composta com Peter Sandloff   |
| 1969 | Two Gentlemen Sharing          | Ted Kotcheff       |                               |
| 1969 | Age of Consent                 | Michael Powell     | Composta com Peter Sculthorpe |

#### 1970-1979
| Ano  | Título                                  | Diretor            | Notas                      |
| ---- | --------------------------------------- | ------------------ | -------------------------- |
| 1970 | Tropic of Cancer                        | Joseph Strick      |                            |
| 1970 | The Walking Stick                       | Eric Till          |                            |
| 1970 | Underground                             | Arthur H. Nadel    |                            |
| 1970 | Take a Girl Like You                    | Jonathan Miller    |                            |
| 1970 | Tam-Lin                                 | Roddy McDowall     |                            |
| 1970 | A Severed Head                          | Dick Clement       |                            |
| 1971 | The Raging Moon                         | Bryan Forbes       |                            |
| 1972 | Zee and Co.                             | Brian G. Hutton    |                            |
| 1972 | King, Queen, Knave                      | Jerzy Skolimowski  |                            |
| 1972 | Sitting Target                          | Douglas Hickox     |                            |
| 1972 | A Free Woman                            | Volker Schlöndorff |                            |
| 1973 | The Love Ban                            | Ralph Thomas       |                            |
| 1973 | The Blockhouse                          | Clive Rees         |                            |
| 1973 | Road Movie                              | Joseph Strick      |                            |
| 1974 | House of Whipcord                       | Pete Walker        |                            |
| 1974 | Frightmare                              | Pete Walker        |                            |
| 1974 | Little Malcolm                          | Stuart Cooper      |                            |
| 1974 | Caravan to Vaccarès                     | Geoffrey Reeve     |                            |
| 1974 | The Apprenticeship of Duddy Kravitz     | Ted Kotcheff       | Composta com Andrew Powell |
| 1975 | The Wilby Conspiracy                    | Ralph Nelson       |                            |
| 1975 | Conduct Unbecoming                      | Michael Anderson   |                            |
| 1976 | Schizo                                  | Pete Walker        |                            |
| 1976 | House of Mortal Sin                     | Pete Walker        |                            |
| 1976 | Coup de Grâce                           | Volker Schlöndorff |                            |
| 1977 | A Portrait of the Artist as a Young Man | Joseph Strick      |                            |
| 1978 | The Greek Tycoon                        | J. Lee Thompson    |                            |
| 1978 | The Comeback                            | Pete Walker        |                            |
| 1978 | The Class of Miss MacMichael            | Silvio Narizzano   |                            |
| 1978 | The Deer Hunter                         | Michael Cimino     |                            |
| 1978 | Absolution                              | Anthony Page       |                            |
| 1979 | The Great Riviera Bank Robbery          | Francis Megahy     |                            |
| 1979 | Yesterday's Hero                        | Neil Leifer        |                            |
| 1979 | A Nightingale Sang in Berkeley Square   | Ralph Thomas       |                            |

#### 1980-1989
| Ano  | Título                                          | Diretor            | Notas                                         |
| ---- | ----------------------------------------------- | ------------------ | --------------------------------------------- |
| 1980 | Border Cop                                      | Christopher Leitch |                                               |
| 1980 | The Watcher in the Woods                        | John Hough         |                                               |
| 1981 | Lady Chatterley's Lover                         | Just Jaeckin       | Composta com Richard Harvey                   |
| 1982 | The Incubus                                     | John Hough         |                                               |
| 1982 | Moonlighting                                    | Jerzy Skolimowski  |                                               |
| 1983 | Eureka                                          | Nicolas Roeg       |                                               |
| 1983 | The Honorary Consul                             | John Mackenzie     |                                               |
| 1984 | Success Is the Best Revenge                     | Jerzy Skolimowski  | Composta com Hans Zimmer                      |
| 1984 | Story of O - Chapter 2                          | Éric Rochat        | Composta com Hans Zimmer                      |
| 1984 | Blind Date                                      | Nico Mastorakis    |                                               |
| 1984 | The Next One                                    | Nico Mastorakis    |                                               |
| 1984 | The Chain                                       | Jack Gold          |                                               |
| 1985 | The Lightship                                   | Jerzy Skolimowski  |                                               |
| 1985 | Insignificance                                  | Nicolas Roeg       | Composta com Hans Zimmer                      |
| 1985 | My Beautiful Laundrette                         | Stephen Frears     | Composta com Hans Zimmer                      |
| 1985 | Dreamchild                                      | Gavin Millar       |                                               |
| 1986 | Castaway                                        | Nicolas Roeg       |                                               |
| 1986 | The Zero Boys                                   | Nico Mastorakis    | Composta com Hans Zimmer                      |
| 1986 | Separate Vacations                              | Michael Anderson   | Composta com Hans Zimmer                      |
| 1986 | The Wind                                        | Nico Mastorakis    | Composta com Hans Zimmer                      |
| 1987 | The Second Victory                              | Gerald Thomas      |                                               |
| 1987 | Nightmare at Noon                               | Nico Mastorakis    | Composta com Hans Zimmer                      |
| 1987 | Wish You Were Here                              | David Leland       | Nomeado- Prêmio BAFTA de Melhor Filme Musical |
| 1987 | Prick Up Your Ears                              | Stephen Frears     |                                               |
| 1987 | The Nature of the Beast                         | Franco Rosso       | Composta com Hans Zimmer                      |
| 1987 | Sammy and Rosie Get Laid                        | Stephen Frears     |                                               |
| 1988 | Stars and Bars                                  | Pat O'Connor       |                                               |
| 1988 | Track 29                                        | Nicolas Roeg       |                                               |
| 1988 | Taffin                                          | Francis Megahy     | Composta com Hans Zimmer                      |
| 1988 | Paperhouse                                      | Bernard Rose       | Composta com Hans Zimmer                      |
| 1988 | The Boost                                       | Harold Becker      |                                               |
| 1989 | Torrents of Spring                              | Jerzy Skolimowski  |                                               |
| 1989 | Scenes from the Class Struggle in Beverly Hills | Paul Bartel        |                                               |

#### 1990s[edit source]
| Year | Title                               | Director           | Notes                                   |
| ---- | ----------------------------------- | ------------------ | --------------------------------------- |
| 1990 | Ladder of Swords                    | Norman Hull        |                                         |
| 1990 | The Witches                         | Nicolas Roeg       | Nomeado- Prêmio Saturn de Melhor Música |
| 1990 | Rosencrantz & Guildenstern Are Dead | Tom Stoppard       |                                         |
| 1991 | Voyager                             | Volker Schlöndorff |                                         |
| 1991 | Cold Heaven                         | Nicolas Roeg       |                                         |
| 1992 | Claude                              | Cindy Lou Johnson  |                                         |
| 1992 | Sarafina!                           | Darrell Roodt      |                                         |

### Televisão
| Ano     | Título                            | Notas |
| ------- | --------------------------------- | --- |
| 1961    | ITV Television Playhouse          | Episódio: "A Resounding Tinkle"                                                                                |
| 1964    | Doctor Who                        | 6 episódios "The Reign of Terror" serial                                                                       |
| 1964    | Diary of a Young Man              | 6 episódios |
| 1965–66 | The Wednesday Play                | 6 episódios |
| 1967    | Four Tall Tinkles                 | 4 episódios |
| 1967    | A Series of Bird's                | 6 episódios |
| 1969    | World in Ferment                  | 6 episódios |
| 1970    | Charley's Grants                  | 6 episódios |
| 1967–71 | All Gas and Gaiters               | 31 episódios                                                                                                   |
| 1973    | Divorce His, Divorce Hers         | Filme para TV                                                                                                  |
| 1973–84 | Play for Today                    | 4 episódios |
| 1974    | Shoulder to Shoulder              | Miniseries |
| 1975    | The Legend of Robin Hood          | Miniseries |
| 1978    | Summer of My German Soldier       | Filme para TV                                                                                                  |
| 1980    | The Martian Chronicles            | Miniseries |
| 1982    | Nancy Astor                       | Miniseries |
| 1982–83 | Take Hart                         | 35 episódios                                                                                                   |
| 1983    | A Pattern of Roses                | Filme para TV                                                                                                  |
| 1983–85 | Widows                            | 7 episódios |
| 1984    | Diana                             | 10 episódios                                                                                                   |
| 1984    | The Zany Adventures of Robin Hood | Filme para TV                                                                                                  |
| 1985    | My Brother Jonathan               | 5 episódios |
| 1985    | Black Arrow                       | Filme para TV                                                                                                  |
| 1985    | Florence Nightingale              | Filme para TV                                                                                                  |
| 1985    | Mr. and Mrs. Edgehill             | Filme para TV                                                                                                  |
| 1986    | Strong Medicine                   | Filme para TV                                                                                                  |
| 1986    | Monte Carlo                       | Miniseries |
| 1986    | The Singing Detective             | Miniseries |
| 1986    | Nature                            | Episódio: "Pantanal: Prairie of Great Waters"                                                                  |
| 1986–93 | Screen Two                        | 6 episódios |
| 1987    | Scoop                             | Filme para TV                                                                                                  |
| 1987    | Pack of Lies                      | Filme para TV                                                                                                  |
| 1987    | Strong Medicine                   | Filme para TV                                                                                                  |
| 1987    | Harry's Kingdom                   | Filme para TV                                                                                                  |
| 1987    | A Wreath of Roses                 | Filme para TV                                                                                                  |
| 1988    | Stones for Ibarra                 | Filme para TV                                                                                                  |
| 1988    | Baja Oklahoma                     | Filme para TV                                                                                                  |
| 1988    | Tidy Endings                      | Filme para TV                                                                                                  |
| 1988    | Christabel                        | Miniseries |
| 1989    | The Play on One                   | Episódio: "Heartland"                                                                                          |
| 1989    | Danny, the Champion of the World  | Filme para TV                                                                                                  |
| 1989    | Screenplay                        | Episódio: "A Small Mourning"                                                                                   |
| 1989    | Age-Old Friends                   | Television film                                                                                                |
| 1990    | Never Come Back                   | 3 episódios |
| 1991    | A Murder of Quality               | Filme para TV                                                                                                  |
| 1992    | My Friend Walter                  | Filme para TV                                                                                                  |
| 1992    | Mrs. 'Arris Goes to Paris         | Filme para TV                                                                                                  |
| 1993    | Head over Heels                   | 7 episódios |
| 1993    | Stalag Luft                       | Filme para TV                                                                                                  |
| 1993    | Heart of Darkness                 | Filme para TV                                                                                                  |
| 1994    | Middlemarch                       | Minissérie composta com Christopher Gunning Prêmio BAFTA TV de Melhor Música Original em um Programa Dramático |